# Marc Blitzstein

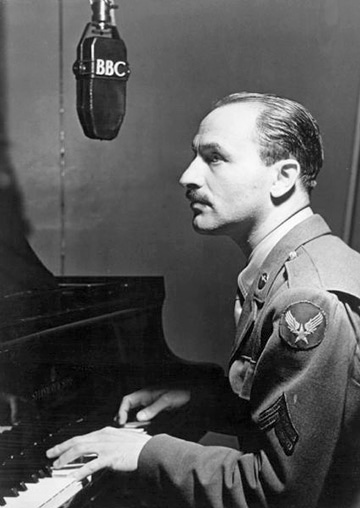
Marc Blitzstein 1943

Marc Blitzstein (* 2. März 1905 in Philadelphia; † 22. Januar 1964 in Fort-de-France, Martinique) war ein US-amerikanischer Komponist, der antikapitalistische Gesellschaftskritik mit Charme und Komik verband. Am erfolgreichsten war er mit Musicals „für die Orson-Welles-Truppe“. Er trat auch mit Opern und einer englischen Fassung von Brecht/Weills Dreigroschenoper hervor.

## Leben
Als Sohn eines wohlhabenden jüdischen Bankiers, der in sozialen Belangen fortschrittlich, in musikalischen dagegen konservativ eingestellt war, hatte der begabte Blitzstein schon früh Klavierunterricht bei Alexander Siloti. Sein professionelles Debüt gab er als 21-Jähriger mit dem ersten Klavierkonzert von Liszt, das vom Philadelphia Orchestra dargeboten wurde. Er studierte Komposition zunächst am Curtis Institute of Music bei Rosario Scalero, dann bei Nadia Boulanger in Paris (1926/27) und vorübergehend bei Arnold Schönberg in Berlin (1927). 1933, inzwischen in New York City angesiedelt, heiratete Blitzstein trotz seiner Homosexualität die Kritikerin und Schriftstellerin Eva Goldbeck, der er viele künstlerische Anregungen verdankte. Allerdings war die Ehe problematisch. 1938 bis 1949 gehörte Blitzstein der Kommunistischen Partei an. Er betätigte sich auch als Musiklehrer und als Autor für linke Blätter wie etwa New Masses. Goldbeck (geboren 1901 in Berlin) starb bereits 1936 an Magersucht und Brustkrebs, was Blitzstein stark mitnahm. Er stürzte sich in die Arbeit an seinem Musical The Cradle Will Rock, das nach Art eines Cartoons Szenen aus „Steeltown“ und dem dortigen Kampf der Kleinen Leute gegen ihre Ausbeutung zeigt. Das Establishment versuchte die Aufführung zu unterbinden, doch das Stück ging bereits in der ersten Inszenierung an verschiedenen Broadway-Theatern mehr als hundertmal über die Bühne und machte seinen Schöpfer (1937) schlagartig bekannt.
Theaterchef Halli Flanagan, Orson Welles und Brooks Atkinson von der New York Times beschreiben Blitzstein als sämtliche Stilmittel beherrschenden, energiegeladenen Komponisten, der alle Mitwirkenden auf den in unmittelbarer Reichweite liegenden irdischen Garten Eden einschwört. 1939 begegnete Blitzstein Leonard Bernstein, woraus sich eine enge Freundschaft und Zusammenarbeit ergab. Während des Zweiten Weltkrieges diente Blitzstein in der Armee; zeitweise als Musikalischer Direktor des US-Rundfunks in London. Seine Threepenny Opera nach Brecht/Weill brachte es in den sieben Jahren ab 1954 allein in den USA auf rund 2.700 Aufführungen. 1958 wurde Blitzstein vor den berüchtigten McCarthy-Ausschuss zitiert. Er gab seine frühere Mitgliedschaft in der KP zu, weigerte sich jedoch, Namen preiszugeben oder sonst wie zu kooperieren. Er stellte bei dieser Gelegenheit außerdem fest, inzwischen erhebliche Schwierigkeiten (Ungarn 1956!) mit kommunistischer Politik zu haben. Ein Jahr darauf brachte Blitzstein das Musical Juno nach Sean O’Casey heraus. Für Eric A. Gordon war Blitzstein der erste Theaterkomponist, der das authentische Amerikanisch aller sozialen Schichten vom eingewanderten Arbeiter bis zu den Bossen auf die Bühne brachte. 1959 wurde er in die American Academy of Arts and Letters gewählt.
Im Januar 1964 geriet Blitzstein, Freund einer „rauen“ Sexualität, als Urlauber auf der Karibik-Insel Martinique eines Nachts bei einer Tour durch einschlägige Hafenbars in angetrunkenem Zustand an drei einheimische jüngere Seeleute, die ihn in einer verwaisten Straße gewaltsam entkleideten, beraubten und derart brutal zusammenschlugen, dass er am nächsten Tag im Krankenhaus starb.
Blitzstein schrieb auch Kammer- und Orchestermusik; eine vollständige Aufstellung findet sich auf der offiziellen Webseite. Im Folgenden nur die wichtigsten Musiktheaterstücke. Sie werden mal als Musicals, mal als Opern bezeichnet.

## Werke (Auswahl)
- Triple-Sec, 1928
- The Harpies, 1931.
- The Condemned, 1932.
- The Cradle Will Rock, 1936.
- No for an answer, 1940.
- Regina, 1949.[12]
- The Threepenny Opera (nach Brecht/Weill), 1954.
- Reuben Reuben, 1955.
- Juno, 1959.
- Idiots First, 1964 (nach Bernard Malamud, unvollendet).